# Schrankenschneider
Schrankenschneider ist ein Ortsteil der Gemeinde Ebersberg im oberbayerischen Landkreis Ebersberg. Die Einöde liegt circa zwei Kilometer nordöstlich von Ebersberg.